# The Office (sèrie de televisió de 2001)
The Office és una sèrie de televisió britànica de drama i comèdia realitzada en forma de documental. Va ser estrenada per primera vegada al Regne Unit per la cadena BBC Two el 9 de juliol de 2001. The Office ha tingut diverses adaptacions i ha sigut doblada en diferents idiomes a tot el món, però mai no ha estat doblada al català ni emesa en cap televisió de Catalunya.
Creada, escrita i dirigida per Ricky Gervais i Stephen Merchant. El programa és una comèdia que segueix les vides diaries dels empleats de l'oficina de Slough, la sucursal en Berkshire de l'empresa fictícia Wernham Hogg Paper Company. Tot i que es tracta de ficció, la sèrie està realitzada en forma de documental, amb la presència de la càmera, la qual a vegades és reconeguda pels mateixos personatges. La sèrie consta de dues temporades, ambdues de sis capítols. A més d'un parell d'episodis especials de Nadal de 45 minuts de duració. Quan va ser emesa per primera vegada a la BBC 2, gairebé va ser clausurada degut als baixos percentatges d'audiència. No obstant això, ha arribat a ser una de les comèdies de televisió britàniques més exportades de tots els temps.

## Argument
La sèrie tracta sobre David Brent. Un odiós, cruel i estúpid cap d'una sucursal, que participa en un documental sobre diferents oficines. Un càmera gravarà el dia a dia dels treballadors d'aquesta oficina.
Aquesta, pertany a una gran companyia de paper fictícia anomenada Wernham Hogg (on "la vida és papereria"), situada a Slough, Anglaterra.
L'espectacle no és una sèrie de comèdia corrent, és a dir, no conté laugh track (rialles de l'audiència) i és en l'estil de fals documental, va idear en un moment en què documentals com Airport i A Life of Grime eren populars.

## Personatges
- David Brent (Ricky Gervais): és el mànager general de l'oficina de Slough de Wernham Hogg paper marxant. Ell creu que és un exitós dissident en el món dels negocis i un home del renaixement, talentós en filosofia, música i comèdia. Encara que ell pensa que és amable, enginyós, i molt estimat, els seus empleats pensen que és mesquí, egoista i desagradable. Té un comportament molt immadur i sempre es posa davant la càmera explicant acudits sense gràcia o ficar-se en problemes per parlar abans de pensar. En Brent pensa que ell és un home sensible i políticament correcte, però les discrepàncies que fa entre el que diu i el que pensa provoca més d'un comentari desagradable i que es fiqui en problemes constantment.

- Tim Canterbury (Martin Freeman): és un representant de vendes en Wernham Hogg. El Tim és divertit i sense pretensions, el pol oposat del seu cap, el David. El seu enginy i la seva amabilitat fan d'ell un dels empleats més agradables de l'oficina, però als seus 30 anys encara viu amb els seus pares i treballa en una ocupació que creu que és completament inútil. La Dawn i en Tim són bons amics, especialment en l'amor que comparteixen per fer-li bromes al Gareth. Tot i que desitja deixar Wernham Hogg per estudiar psicologia, la seva inseguretat li impedeix prendre qualsevol acció significativa.

- Gareth Keenan (Mackenzie Crook): a diferència del Tim, el Gareth és un obsessionat de la feina i sense sentit de l'humor. Està obsessionat amb el seu servei militar en l'exèrcit territorial i en molestar el Tim fent-li comentaris pretensiosos i ridículs. S'enorgulleix de ser el cap de l'equip "Team Leader", sense adonar-se que el seu títol no té cap mena de sentit. Imposa la poca autoritat que té sobre els seus companys de treball. En Gareth està orgullós de les seves estretes relacions amb el David. Tim i Dawn exploten aquest últim tret insinuant repetidament l'homosexualitat a través de preguntes sobre la seva experiència militar.

- Dawn Tinsley (Lucy Davis): és la recepcionista de l'oficina i principal destinatària d'acudits fallits i ofensius del David Brent. Igual que Tim Canterbury, ella odia la seva feina i troba a la seva vida avorrida. Juntament amb Tim, ella troba la manera d'entretenir durant les hores de treball, sobretot per fer bromes sobre Gareth Keenan. Dawn està compromesa des de fa tres anys amb el Lee, un dels treballadors del magatzem. Va renunciar a la il·lustració de llibres infantils, el seu somni a la vida. Encara que ella està realment enamorada de Tim, ella ho rebutja quedar-se amb Lee.[2]

## Episodis
La sèrie consta de dos temporades de sis episodis cada una. També hi ha dos especials de Nadal.
| Temporada | Temporada             | Episodis | Estrena              | Acabament           | Acabament |
| --------- | --------------------- | -------- | -------------------- | ------------------- | --------- |
|           | #Primera temporada\|1 | 6        | 9 de juliol 2001     | 20 d'agost 2001     |           |
|           | #Segona temporada\|2  | 6        | 30 de septembre 2002 | 4 de novembre 2002  |           |
|           | #Especial de Nadal    | 2        | 26 de desembre 2003  | 27 de desembre 2003 |           |

### Primera temporada
| # | # | Títol original  | Data d'estrena al Regne Unit |  |  |  |
| 1 | 1 | Downsize        | 9 de juliol 2001             |  |  |  |
| S'inicia un documental sobre la branca a Slough, de l'empresa paperera Wernham-Hogg. El gerent regional és David Brent, un home de mitjana edat que erròniament pensa que és tant agradable com entretingut. Entre els seus empleats estan Alba Tinsley, la seva recepcionista; Tim Canterbury, un representant de vendes; i Gareth Keenan, el seu assistent adulador. La cap de David, Jennifer Taylor-Clarke, li diu que Wernham Hogg no pot tenir dos sucursals a Slough i que l'oficina que resulti ser la més eficients incorporarà l'altra. David entra en pànic davant la perspectiva de què la seva oficina pugui tancar i de què els seus empleats puguin ser acomiadats, però es compromet a mantenir-ho en secret. |   |                 |                              |  |  |  |
| |   |                 |                              |  |  |  |
| 2 | 2 | Work Experience | 16 de juliol 2001            |  |  |  |
| David introdueix un nou empleat a l'oficina, Donna, una parenta seva. David descobreix una imatge pornogràfica amb la seva cara superposada sobre el cos d'una dona nua i dona a Gareth la tasca de trobar el culpable. Mentrestant, Jennifer li pregunta a David si ha realitzat algun canvi a la sucursal. David li contesta que ha acomiadat un empleat del magatzem, però Jennifer descobreix que l'ha estat mentint. |   |                 |                              |  |  |  |
| |   |                 |                              |  |  |  |
| 3 | 3 | The Quiz        | 23 de juliol 2001            |  |  |  |
| El Tim fa 30 anys i a la nit el personal de l'oficina celebra un concurs de preguntes en un pub. David Brent i Chris Finch han guanyat el joc 6 anys consecutius. No obstant això, aquest any, Brent i Finch s'enfronten a l'ex estudiant universitari Ricky, que una vegada va aparèixer en un concurs televisiu. |   |                 |                              |  |  |  |
| |   |                 |                              |  |  |  |
| 4 | 4 | Training        | 30 de juliol 2001            |  |  |  |
| Un facilitador extern, Rowan, arriba a la sucursal de Slough per educar als empleats sobre l'atenció al client. És el dia de l'entrenament personal. El David està decidit a aprofitar cada oportunitat, oferint suggeriments inútils i interrupcions innecessàries durant les lliçons per a fer-se notar. Mentrestant, Dawn i Lee, el seu promès, tenen discussions de parella. |   |                 |                              |  |  |  |
| |   |                 |                              |  |  |  |
| 5 | 5 | New Girl        | 13 d'agost 2001              |  |  |  |
| Malgrat els amenaçadors acomiadaments dels actuals empleats a Wernham Hogg, David decideix contractar una nova secretària, jove i atractiva, sense considerar la possibilitat de tenir un candidat masculí. Mentrestant, Gareth intenta coquetejar amb Donna i Tim ha decidit renunciar al seu treball, decidit a tornar a la universitat. |   |                 |                              |  |  |  |
| |   |                 |                              |  |  |  |
| 6 | 6 | Judgement       | 20 d'agost 2001              |  |  |  |
| Jennifer informa David d'una obertura en la seva posició, i que la junta ha votat per ell. Si David accepta, la seva branca es tancarà i serà absorbida per Swindon. |   |                 |                              |  |  |  |
| |   |                 |                              |  |  |  |

### Segona temporada
| # | # | Títol original | Data d'estrena al Regne Unit |  |  |  |
| 7 | 1 | Merger         | 30 de septembre 2002         |  |  |  |
| La sucursal de Slough ha absorbit la de Swindon i alguns dels seus treballadors han vingut a treballar a l'oficina. David Brent odia a l'instant el seu nou cap, Neil, que contràriament a ell és adorat pels seus empleats. David intenta impressionar als nous empleats. |   |                |                              |  |  |  |
| |   |                |                              |  |  |  |
| 8 | 2 | Appraisals     | 7 d'octubre 2002             |  |  |  |
| En el dia de les avaluacions del personal, el treballadors de Swindon confessen que no els agrada la sucursal de Slough i que preferien a Neil com a gerent. David intenta guanyar-se el seu efecte als nous treballadors. |   |                |                              |  |  |  |
| |   |                |                              |  |  |  |
| 9 | 3 | Party          | 14 d'octubre 2002            |  |  |  |
| És l'aniversari de Dawn, però la ineptitud social de David Brent se les arregla per arruïnar l'esdeveniment. Tim i Gareth competeixen per Rachel, una de les noves empleades. David accepta fer d'orador motivacional de treballadors pels representants de Cooper & Webb. |   |                |                              |  |  |  |
| |   |                |                              |  |  |  |
| 10 | 4 | Motivation     | 21 d'octubre 2002            |  |  |  |
| El Tim ha començat a sortir amb la Rachel. Això molesta a Dawn i desconcerta a Gareth, qui estava tractant de lligar amb Rachel. El David Brent ha de presentar la seva gestió mensual. |   |                |                              |  |  |  |
| |   |                |                              |  |  |  |
| 11 | 5 | Charity        | 28 d'octubre 2002            |  |  |  |
| És el dia del "Red Nose Day", que David Brent tracta com una festa nacional. Tots els empleats han de fer alguna cosa per recol·lectar diners. Gareth salta per tot arreu, Dawn ven petons, Keith es vesteix com Ali G, Tim amaga possessions de Gareth i Neil és un disc-dancing amb Rachel-Brent. David espera ansiosament una oportunitat per fer la foto del diari local. |   |                |                              |  |  |  |
| |   |                |                              |  |  |  |
| 12 | 6 | Interview      | 4 de novembre 2002           |  |  |  |
| El David Brent és acomiadat, però això no sembla molestar el personal. Mentre David planeja el seu futur, una revista li vol fer una entrevista per a un article. Tim pren mesures quan s'assabenta que Dawn ha presentat la seva dimissió per poder anar a viure als EUA amb el seu nuvi Lee.                                                                                |   |                |                              |  |  |  |
| |   |                |                              |  |  |  |

### Especials de Nadal
| # | # | Títol original | Data d'estrena al Regne Unit |  |  |  |
| 13 | 1 | Capítol 1      | 26 de desembre 2003          |  |  |  |
| Un altre equip de cambra torna a posar-se al dia amb les estrelles de les dues sèries anteriors, que s'han fet famosos gràcies al documental. El David Brent és venedor de productes de neteja, intenta de llençar una carrera musical sense èxit i fa aparicions en els clubs nocturns. Tot i la seva nova vida segueix visitant l'oficina. Tim i Gareth segueixen treballant junts a Wernham Hogg, on Gareth s'ha fet gerent general. La Dawn i Lee s'han traslladat a Florida. La tripulació ofereix a la Dawn i al Lee un vol de tornada a Anglaterra per assistir a la festa de Nadal de l'oficina. |   |                |                              |  |  |  |
| |   |                |                              |  |  |  |
| 14 | 2 | Capítol 2      | 27 de desembre 2003          |  |  |  |
| El David busca una dona a través d'internet per portar a la festa de Nadal. La Dawn i el Lee arriben a l'oficina. La festa de Nadal comença. |   |                |                              |  |  |  |
| |   |                |                              |  |  |  |

## Guardons[35]
Premis Globus d'Or
| Any  | Categoria                                                                             | Resultat   |
| ---- | ------------------------------------------------------------------------------------- | ---------- |
| 2004 | Millor sèrie de televisió – Musical o Comèdia                                         | Guanyadora |
| 2004 | Millor Actuació d'Actor en una sèrie de Televisió – Musical o Comèdia. Ricky Gervais. | Guanyadora |

Premis Primetime Emmy
| Any  | Categoria                                                                          | Resultat |
| ---- | ---------------------------------------------------------------------------------- | -------- |
| 2005 | Millor Pel·lícula de Televisió. “Especial de Nadal Part 1”                         | Nominada |
| 2005 | Millor Guió de Mini-sèrie, Pel·lícula o Drama Especial. “Especial de Nadal Part 1” | Nominada |

Premis BAFTA
| Any  | Categoria                                  | Resultat   |
| ---- | ------------------------------------------ | ---------- |
| 2002 | Millor Actuació de Comèdia. Ricky Gervais  | Guanyadora |
| 2002 | Millor Comèdia                             | Guanyadora |
| 2003 | Millor Actuació de Comèdia. Ricky Gervais  | Guanyadora |
| 2003 | Millor Comèdia                             | Guanyadora |
| 2004 | Millor Actuació de Comèdia. Ricky Gervais  | Guanyadora |
| 2004 | Millor Comèdia                             | Guanyadora |
| 2004 | Millor Actuació de Comèdia. Martin Freeman | Nominada   |

Banff Television Festival
| Any  | Categoria      | Resultat   |
| ---- | -------------- | ---------- |
| 2002 | Millor Comèdia | Guanyadora |

British Comedy Awards
| Any  | Categoria                                  | Resultat   |
| ---- | ------------------------------------------ | ---------- |
| 2001 | Millor Comèdia Televisiva Revelació        | Guanyadora |
| 2001 | Millor Comèdia Televisiva                  | Nominada   |
| 2002 | Millor Comèdia Televisiva                  | Guanyadora |
| 2002 | Millor Actuació de Comèdia. Ricky Gervais  | Guanyadora |
| 2002 | Millor Actuació de Comèdia. Martin Freeman | Nominada   |
| 2004 | Millor Actuació de Comèdia. Ricky Gervais  | Nominada   |
| 2004 | Millor Comèdia Televisiva                  | Nominada   |
| 2004 | Millor Actuació de Comèdia. Martin Freeman | Nominada   |

Broadcasting Press Guild Awards
| Any  | Categoria            | Resultat   |
| ---- | -------------------- | ---------- |
| 2002 | Millor Entreteniment | Guanyadora |
| 2002 | Millor Guió          | Guanyadora |
| 2003 | Millor Guió          | Guanyadora |

Royal Television Society, UK
| Any  | Categoria                   | Resultat   |
| ---- | --------------------------- | ---------- |
| 2002 | Millor Comèdia              | Guanyadora |
| 2002 | Millor Actor. Ricky Gervais | Nominada   |
| 2003 | Millor Actor. Ricky Gervais | Guanyadora |
| 2003 | Millor Comèdia              | Nominada   |
| 2004 | Millor Comèdia              | Guanyadora |
| 2004 | Millor Actor. Ricky Gervais | Nominada   |

Television Critics Association Awards
| Any  | Categoria                   | Resultat   |
| ---- | --------------------------- | ---------- |
| 2003 | Millor Comèdia              | Nominada   |
| 2004 | Millor Actor. Ricky Gervais | Nominada   |
| 2004 | Millor Actor. Ricky Gervais | Guanyadora |
| 2005 | Millor Mini-sèrie           | Guanyadora |

Television and Radio Industries Club Awards
| Any  | Categoria               | Resultat   |
| ---- | ----------------------- | ---------- |
| 2003 | Millor Programa Comèdia | Guanyadora |

## Versions en altres països
A més de ser vista mundialment a través de canals d'emissió internacionals pertanyents a la BBC com ara BBC Worldwide, BBC Prime, BBC America i BBC Canada, el programa ha estat venut a altres cadenes de televisió en vuitanta països diferents, incloent-hi "ABC1" a Austràlia, "The Comedy Network" al Canadà, "TVNZ" a Nova Zelanda i el canal de televisió satèl·lit pa-asiàtic "STAR World", amb seu a Hong Kong.
També s'han produït altres versions nacionals de "The Office". Al maig de 2004, es va fer una versió francesa anomenada "Li Bureau". Una versió alemanya "Stromberg" va ser emesa per "Prosieben" a l'octubre de 2004. Al novembre de 2004 un programa brasiler "Us Aspones", emès al canal "Globus" mostrava una gran influència de "The Office". Quatre anys després de l'èxit del programa, una versió estatunidenca de fins a 9 temporades va ser llançada a través de la "NBC" el 24 de març de 2005. Una cinquena adaptació franco-canadenc, "La Job" va ser estrenada el gener de 2007. Finalment, a Xile, es va llançar sota el nom de "La Ofis", per "Canal 13".